# Lauren Weedman
Lauren Weedman, född 5 mars 1969 i Indianapolis, Indiana, är en amerikansk skådespelare och ståuppkomiker. Som skådespelare har hon bland annat medverkat i serien Looking.